# María Luisa Flores
María Luisa Flores (Caracas, Venezuela, 12 de octubre de 1979) es una modelo, actriz venezolana y empresaria de restaurantes.

## Trayectoria
María Luisa Flores nació en Caracas, Venezuela. A los 15 años de edad inició en el mundo del modelaje y cuando tenía 19 años representó a Apure en el certamen de Miss Venezuela 1999. En 2008, fue parte del elenco de la obra cinematográfica producida en España y Venezuela Lo que tiene el otro, así como en la serie de televisión colombiana Correo de Inocentes, de 2005 a 2011.
Para el 2010 interpretó a Daniela Méndez en la serie colombiana Clase ejecutiva, y a Inés Segovia en la telenovela del mismo país Doña Bella. En 2013 participó en la serie de Caracol Mentiras perfectas, interpretando a Adriana.
En el año 2014 interpreta a Constanza "Connie" Leiva en la telenovela de Telemundo Reina de corazones, compartiendo junto a Paola Núñez, Eugenio Siller, Catherine Siachoque, Juan Soler y Gabriel Coronel entre otros.
A finales de 2014 y comienzos de 2015 interpreta a Paola Quezada en la serie de Telemundo en coproducción con Televisión Nacional de Chile Dueños del paraíso junto a Miguel Varoni, Kate del Castillo, Jorge Zabaleta y Juan Pablo Llano entre otros.

## Filmografía

### Televisión
| Televisión | Televisión          | Televisión               |
| Año        | Título              | Personaje                |
| ---------- | ------------------- | ------------------------ |
| 2011       | Doña Bella          | Inés Segovia             |
| 2011       | Clase ejecutiva     | Daniela Méndez           |
| 2011       | Correo de inocentes | Lina Vásquez             |
| 2011       | Popland!            | Carla Romano             |
| 2011-2012  | Primera dama        | Paula Méndez             |
| 2013       | La Madame           | Antonia Maldonado Ávila  |
| 2013       | Cumbia Ninja        | Fan de Cumbia Ninja      |
| 2013-2014  | Mentiras perfectas  | Adriana Palmieri         |
| 2014       | Reina de corazones  | Constanza "Connie" Leiva |
| 2015       | Dueños del paraíso  | Paola Quezada            |
| 2016       | Sr. Ávila           | Lizeth                   |
| 2019       | Sense8              | Agente                   |
| 2023       | Perfil falso        | Sofía Santa Cruz         |
| 2023       | Romina poderosa     | Yesenia Páez Gómez       |

### Cine
| Cine | Cine                 | Cine      |
| Año  | Título               | Personaje |
| ---- | -------------------- | --------- |
| 2008 | Lo que tiene el otro |           |
| 2013 | Liz en septiembre    | Alex      |